# Matt Frewer
Matthew George „Matt” Frewer (ur. 4 stycznia 1958 w Waszyngtonie) – kanadyjsko-amerykański aktor, piosenkarz i komik.

## Wczesne lata
Urodził się w Waszyngtonie jako syn Gillian Anne (z domu German) i Fredericka Charlesleya Frewera, kapitana w stanie spoczynku Royal Canadian Navy. Jego brat Frederick Barry Frewer służył także w kanadyjskiej marynarce wojennej. Wychowywał się w Peterborough w Ontario, gdzie ukończył Lakefield College School. W latach 1978–1980 studiował aktorstwo w Bristol Old Vic Theatre School w Bristol.

## Kariera
Frewer wcielił się w Sherlocka Holmesa w kilku produkcjach telewizji Hallmark z przełomu XX i XXI wieku. Pojawił się również gościnnie w serialu Supernatural. Jednak największą popularność przyniosła mu rola tytułowa i Edisona Cartera, twardego reportera Network 23, w serialu Max Headroom (1987–1988). Zagrał postać Molocha w obrazie zatytułowanym Watchmen.

## Filmografia
- 1985: Szpiedzy tacy jak my (Spies Like Us) jako żołnierz
- 1995: W krzywym zwierciadle: Szkolna wycieczka (National Lampoon's Senior Trip) jako dyrektor Todd Moss
- 1997: Herkules (głos)
- 2004: Świt żywych trupów (Dawn of the Dead) jako Frank
- 2004: Dom na krańcu świata (A Home at the End of the World) jako Ned Glover
- 2004: Jazda na maksa (Going the Distance) jako farmer Joseph
- 2005–2007: Wywiad (Intelligence) jako Ronnie Delmonico
- 2006: Desperacja (Desperation) jako Ralph Carver
- 2009: Watchmen jako Edgar William Jacobi / Edgar William Bright / Moloch the Magic
- 2009: Rampage: Szaleństwo (Rampage) jako pan Williamson
- 2010: Bitwa na bombki (Battle of the Bulbs) jako Stu Jones
- 2011: 50/50 jako Mitch Barnett